# Coccus lizeri
Coccus lizeri är en insektsart som först beskrevs av Fonseca 1957.  Coccus lizeri ingår i släktet Coccus och familjen skålsköldlöss. Inga underarter finns listade i Catalogue of Life.